# Linopotis

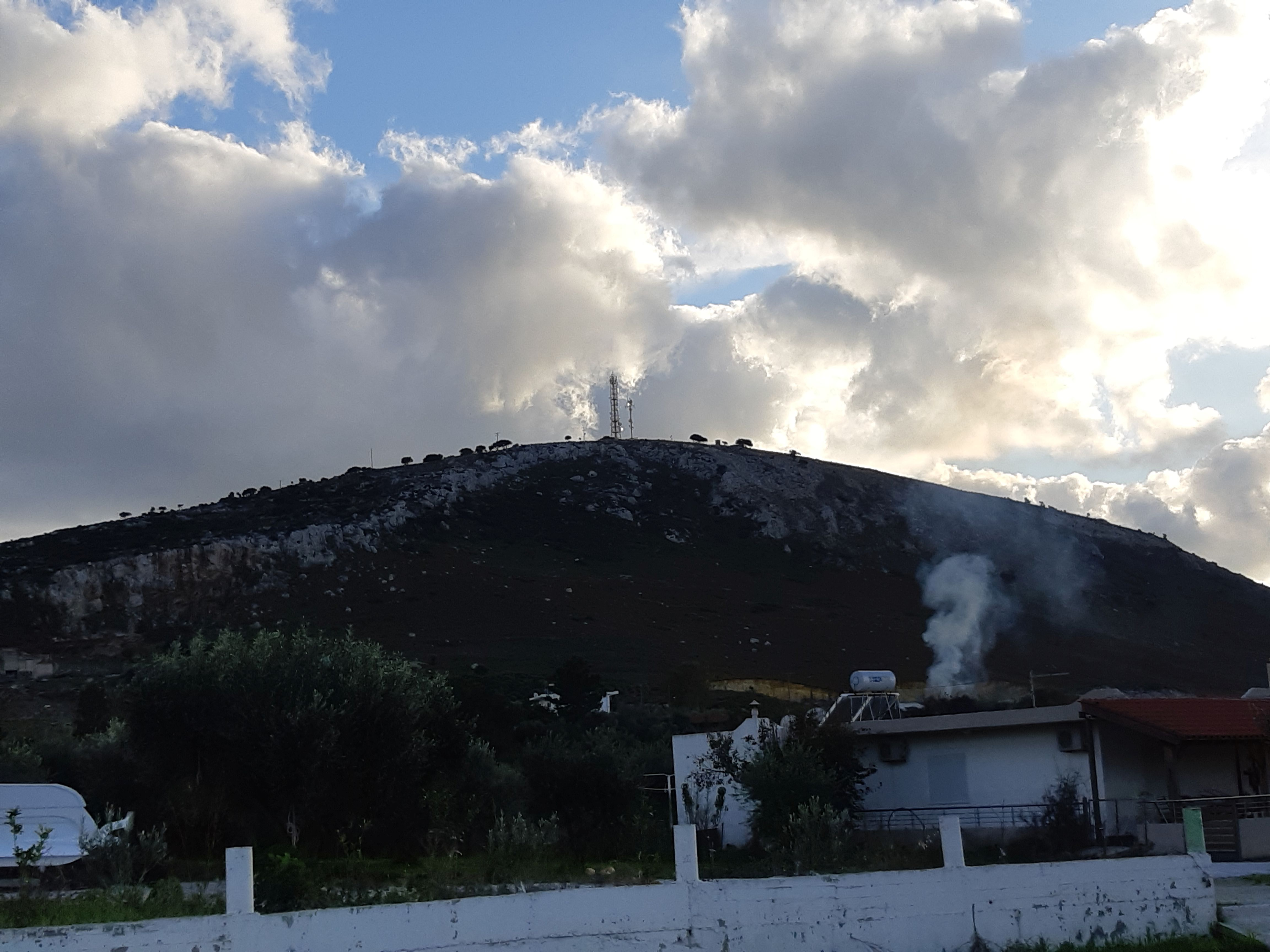
Stahlmast auf einem Hügel bei Linopotis im militärischen Sperrgebiet

Linopotis (griechisch Λινοπότης (m. sg.)) ist ein kleiner Ort auf der griechischen Insel Kos.

## Lage, Geographie, Verkehr
Linopotis liegt rund 10 Kilometer Luftlinie westlich der Stadt Kos auf etwa 21 Meter über dem Meeresspiegel direkt an der zwischen Kos und Kefalos verlaufenden Hauptverbindungsstraße der Insel. Zum Flughafen Kos bei Andimachia sind es ebenfalls etwa 10 Kilometer Luftlinie. Im Norden ist der nächste Ort Tigaki, im Osten Zipari, im Süden Pyli und im Westen Marmari. Von Linopotis zum Meer sind es etwa 2 Kilometer Luftlinie, zum Salzwassersee Alykes rund 1,5 Kilometer.
Linopotis ist durch Buslinien mit Kos und Kefalos und den dazwischen liegenden Orten verbunden.

## Geschichte
Linopotis wurde 1936 als ländliche Mustersiedlung der italienischen Besatzungsmacht auf Kos auf einer Fläche von rund 1000 Hektar für italienische Siedler gegründet. Diese Mustersiedlung, erbaut nach Plänen des Architekten und Stadtplaners Rodolfo Petracco, wurde zuerst Anguillara genannt, aber auch Fiorenza, Primavera und ab 1939 Vittorio Egeo. Neben Linopotis wurde als zweite Siedlung ein Dorf im Gebiet von Lambi angelegt, das heutige Lambi (damals auch: Torre di Lambi genannt). Diese Mustersiedlungen waren eine langfristig geplante Maßnahme im Rahmen der von den italienischen Faschisten propagierten agrokulturellen Kolonisierung (siehe auch hierzu: Italienische Ägäis-Inseln 1912–1943). Die Schaffung solcher ländlicher Siedlungen auf Kos und anderen Inseln sowie in Italien wurde zwischen 1928 und 1934 auch als Beschäftigungsmaßnahme für Arbeitslose genutzt. In Linopotis wurden dementsprechend der Bau von Bodenverbesserungs- und Wasserwerken vorgenommen (z. B. Staudämme, Rückhaltebecken, Kanäle etc.), zudem ein Zentrum des neuen Dorfes und 25 Bauernhäuser gebaut.
Im Oktober 1943 wurden in der Nähe von Linopotis mehrere Dutzend in Kriegsgefangenschaft befindliche italienische Offiziere völkerrechtswidrig von Mitgliedern der deutschen Wehrmacht erschossen und in sechs Massengräbern verscharrt (siehe: Massaker von Kos).
Im Dezember 2015 fanden in Linopotis Demonstrationen von Einheimischen statt, die sich gegen die Errichtung eines Erstaufnahme Hotspots für Flüchtlinge richteten.

## Bevölkerung und politische Gliederung
Linopotis gehört zum Gemeindebezirk Dikeos (Δημοτική Ενότητα Δικαίου) mit gesamt 7130 Einwohnern (2011), der wiederum in zwei Stadtbezirke (Asfendio und Pyli) mit acht Orten untergliedert ist. Der Stadtbezirk Asfendiouu (Δημοτική Κοινότητα Ασφενδιού), zu dem Linopotis gehört, umfasst im Gesamten 4094 Einwohnern (2011).

## Sehenswürdigkeiten
- denkmalgeschütztes (desolates) Historisches Verwaltungszentrum Linopoti an der Hauptstraße von Kos nach Kefalos.

## Trivia
In südlicher Richtung, oberhalb des Dorfes Linopotis, befindet sich ein militärisches Sperrgebiet und auf dem Hügel ein weithin sichtbarer Stahlmast. Die vis-a-vis dem historischen italienischen Verwaltungsgebäude gelegene Kirche Agios Sevastianos (Άγιος Σεβαστιανός) befindet sich bereits in diesem Sperrgebiet.
In nördlicher Richtung beim historischen Verwaltungsgebäude befindet sich eine großzügig angelegte Kirchenanlage und die Kirche Agios Pavlos (Αγιος Παυλος Λινοπότι).